# Franck Boulin
 (décembre 2023).
Pour les articles homonymes, voir Boulin.
Franck Richard Henri Boulin, né le 15 décembre 1952 à Neuilly-sur-Seine, est un avocat au Barreau de Paris. Il traite notamment les dossiers de droit fiscal et de droit douanier. 
Il est Conseiller honoraire de l'Assemblée nationale et membre fondateur du Cercle K2. 
Membre de la section internationale des Avocats Conseils d'Entreprises (ACE), de l'Association des avocats représentants d'intérêts, il pratique le droit fiscal, le droit douanier et le droit des transports. Ayant travaillé comme expert juridique et conseil à l'étranger durant de nombreuses années, il défend également les intérêts économiques et fiscaux des Français de l'étranger.  
Ayant travaillé précédemment en qualité d'expert en développement parlementaire et de conseiller juridique, notamment pour le compte des Nations unies, de USAID et de l'Union européenne, il a notamment participé au développement des institutions du Kosovo après 1999 en tant que secrétaire général de l'Assemblée du Kosovo. 

## Biographie
Franck Boulin a étudié le droit (Master de droit public) à l'université Paris-Sorbonne, avant d'être étudiant de l'université Panthéon-Assas de 1975 à 1983 (docteur en science politique), et étudiant à l'Institut d'études politiques de Paris.
Il a suivi avec succès le cycle de formation des inspecteurs des impôts (École nationale des impôts, Clermont-Ferrand)
Il a vécu plus de six ans aux États-Unis, à Cedar Rapids (Iowa) puis à La Nouvelle-Orléans (Louisiane), avant de s'installer en France.
Il a également vécu et travaillé plus de huit ans à Berlin, notamment au Bundestag en qualité de Referent.
Il est un expert international reconnu dans le domaine de la réforme du droit commercial. Il a également travaillé plusieurs années en qualité de chef de projets dans les domaines de la modernisation du droit économique en Asie du Sud-Est et en Afrique.

### Formation
- Maîtrise en droit de l'université Panthéon-Assas
- Doctorat en science politique de l'université Panthéon-Assas[1]
- Année de préparation ENA à l'Institut d'études politiques de Paris
- École nationale des impôts
- Intègre sur concours les services de l'Assemblée nationale en 1982 en qualité d'administrateur.

## Carrière et fonctions

### Carrière internationale
- Ancien secrétaire général de l’Assemblée du Kosovo[2], à Pristina, sous mandat de l'ONU lors de la Mission d'administration intérimaire des Nations unies au Kosovo, il fut chargé de 2001 à 2003, d'assister le président en séance publique, et de lui apporter sa collaboration pour tout ce qui concerne le fonctionnement institutionnel de l’Assemblée, notamment dans ses relations avec les pouvoirs publics. Il fut responsable devant le président du bon fonctionnement des services législatifs.
- Conseiller politique et juridique de la Mission des Nations unies pour le Kosovo (MINUK) de 2001 à 2003.
- Ancien fonctionnaire de la Commission des affaires pour l'Union européenne du Bundestag allemand[3] de 2003 à 2005

### Carrière nationale
- Conseiller de l'Assemblée nationale française
- Inspecteur des impôts

## Responsabilités
- Secrétaire honoraire de l'Association des secrétaires généraux des Parlements, une branche de l'Union interparlementaire[4] depuis 19 avril 2004, lors de la session de Mexico[5].
- Vice-président de l'Association "Marais-Louvre"
- Anciennement délégué général adjoint aux affaires internationales d'Avenir Transport[6], association créée par Dominique Bussereau réunissant de nombreux parlementaires de toutes sensibilités politiques et de grands acteurs et experts du secteur des transports.